# José Ramírez (beisbolista)
José Enrique Ramírez (Baní, República Dominicana, 17 de septiembre de 1992), más conocido como José Ramírez, es un jugador profesional dominicano de béisbol que se desempeña en la posición de tercera base en Cleveland Guardians, equipo de las Grandes Ligas de Béisbol (MLB). Logró obtener cinco Bates de Plata.

## Carrera
En 2013, Ramírez comenzó a jugar como profesional en Cleveland Guardians, equipo donde lleva jugando doce temporadas.

## Premios
Fue galardonado con el Bate de Plata en cinco oportunidades (2017, 2018, 2020, 2022 y 2024).